# The Cookers
The Cookers sind eine US-amerikanische Jazzband.
Die von dem Trompeter David Weiss organisierte und nach dem Blue Note-Album von Freddie Hubbard aus dem Jahr 1965 benannte All-Stars-Band besteht seit Juni 2007 aus Jazzveteranen, deren Mitglieder in den 1930er und 1940er Jahren geboren wurden, wie dem Tenorsaxophonisten Billy Harper, dem Trompeter Eddie Henderson, dem Altsaxophonisten Craig Handy, dem Pianisten George Cables, dem Bassisten Cecil McBee und dem Schlagzeuger Billy Hart. Zeitweilig gehörten auch Bennie Maupin, James Spaulding, Stanley Cowell, Kirk Lightsey, Victor Lewis, Dwayne Burno und Gene Jackson dem Ensemble an. 2009 gastierte das Ensemble auf der Jazzwoche Burghausen.
2010 entstand das Debütalbum Warriors, gefolgt von Cast the First Stone und Believe, zumeist mit Eigenkompositionen der Bandmitglieder. 2016 gehörte neben Billy Harper, George Cables, Eddie Henderson, David Weiss, Cecil McBee und Billy Hart Donald Harrison dazu; es entstand das Album The Call of the Wild and Peaceful Heart, gefolgt von Look Out! (2021).
2015 erhielt die Band bei den Kritiker-Polls des Down Beat den Preis als beste Jazz-Gruppe in der Kategorie „Rising Star“.